# Slawistyczny alfabet fonetyczny
Slawistyczny alfabet fonetyczny – system transkrypcji fonetycznej przystosowany do zapisu głosek języków słowiańskich (w tym także języka polskiego). W odróżnieniu od międzynarodowego alfabetu fonetycznego (IPA) uwzględnia zapis spółgłosek zwarto-szczelinowych w postaci osobnych znaków.
Dwie główne zasady alfabetu:
- jedna głoska zapisywana jest pod postacią jednej litery,
- taka sama głoska jest zawsze zapisywana w ten sam sposób.